# 니코바르어파

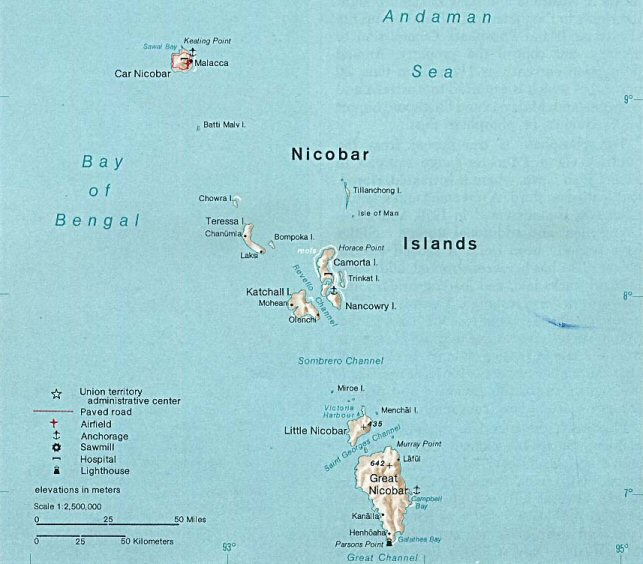
니코바르 제도

니코바르어파(Nicobarese)는 니코바르 제도에서 사용되는 오스트로아시아어족 계열의 언어군이다. 가장 북쪽의 카르니코바르섬에서 쓰이는 카르어(Car)의 화자 수가 가장 많다.
Paul Sidwell (2015)는 니코바르 제어를 아슬리어파의 하위 어군으로 간주하였다. 제도 남단의 대니코바르섬의 내륙 지역에서 쓰이는 숌펜어는 니코바르어파에 분류되기도 하고 오스트로아시아어족의 독자적 분파로 분류되기도 한다.
니코바르 언어들은 오스트로네시아어족 언어들과 형태론적 유사성을 보이며, 이 사실은 오스트로어족 가설의 근거로 사용되기도 하였다.

## 언어
북쪽부터 남쪽까지 순서대로 다음과 같이 분류된다.
- Car: 카르어
- Chaura-Teressa: 초라어, 테레사어
- Central: 낭코리어, 카모르타어, 카찰어
- Southern: 남니코바르어, 숌펜어

## 같이 보기
- 니코바르인
- 대안다만어족